# Kota Mruczysława poglądy na życie
Kota Mruczysława poglądy na życie (obok fragmentów biografii kapelmistrza Jana Kreislera przypadkiem na strzępach makulatury zachowanych), Lebens-Ansichten des Katers Murr nebst fragmentarischer Biographie des Kapellmeisters Johannes Kreisler in zufälligen Makulaturblättern – satyryczna powieść E.T.A. Hoffmanna. Ukazała się w dwóch tomach, kolejno w 1819 i 1821 roku (pod datami 1820 i 1822). Planowany przez autora tom trzeci nigdy się nie ukazał.

## Opis fabuły
Powieść składa się z dwóch – z początku pozornie nie związanych ze sobą – historii. Z jednej strony opisane jest życie Kota Mruczysława. Wykształcony i posiadający zdolność abstrakcyjnego myślenia kot jawi się jako narrator i spisujący swoją własną historię w tekście. Tekst ten oprócz chronologicznego przedstawienia jego życia począwszy od narodzin aż po moment jego zapisu, zawiera również liczne, wyczerpujące komentarze i refleksje na temat „wykształcenia czytelnika”. Powieść porusza w sposób krytyczny problem ówczesnej trywializacji idei kształcenia. Mruczysław wychodzi z założenia, że ma gotową i skuteczną receptę na to „jak wykształcić się na wielkiego kota”.
W książce sparodiowane są motywy i elementy powieści (niem. Bildungsroman), w której czytelnik obserwuje rozwój poszczególnych figur od początku utworu, aż po jego zakończenie. Mruczysław przeżywa pouczającą młodzieńczą przyjaźń (do pudla Ponto), lecz także miłość formującą osobowość (do kotki Miesmies) oraz próbuje swoich sił w pijatykach, w pojedynkach honorowych stylizuje się na odważnego kocura, jak i jawi się jako godny kompan „wyższej kultury (tej psiej) i świata”. Ostatecznie kształci się autodydaktyczne na „Homme de lettres”.
Hoffmann wykorzystuje to do odskoków w kierunku różnych prądów i form literackich minionych lat.
Z drugiej strony tekst zawiera urywki właśnie zapisanej biografii kapelmistrza Jana Kreislera. Ze słowa wstępnego czytelnik może wywnioskować, że niezdarny kot Mruczysław postrzępił ową książkę. Kartek używał jako podkładki, bądź jako bibuły i pozostawił je jeszcze w manuskrypcie. Przez nieuwagę Wydawcy i błąd zecera, wydrukowano także te strony.
W tych fragmentach opisany jest los muzyka, którego postać odzwierciedla upadek społeczny, co widać na dworze księcia, który podobnie jak protagonista jest figurą „łamliwą”, gdyż utrzymuje on swój dwór i apanaże dla pozorów. Kreisler wpada między dwie kobiety, które reprezentują prawdziwą miłość i płonącą namiętność. Zawodzi on jednak nie ze względu na ową antymonię, lecz z powodu przymusów społecznych.

## Struktura
Już sam tytuł wskazuje na arabeskowy styl obu historii i jawi się jako zasada towarzysząca budowie powieści. Przedstawienie autobiografii Mruczysława, która jest kompletna, przedstawiona w chronologicznym porządku i logicznie następujących po sobie epizodach, stoi w sprzeczności do romantycznego sposobu jej pisania, która jest przekazywana w sposób niekompletny i nieuporządkowany. Różnice odzwierciedlają się także w odniesieniu do struktury przestrzennej, która w wypadku obu części różni się. Podczas gdy losy Mruczysława zajmują 1/3 tekstu, to zagmatwana historia kapelmistrza Jana Kreislera zajmuje pozostałe 2/3 tekstu. Mimo takiego podziału cześć związana z Kreislerem jest mało przejrzysta, podczas gdy elementy składające się na opis Kota Mruczysława poglądów na życie, poprzez liczne odniesienia, zazębiają się.

## Figury

### Kot Mruczysław
Poprzez kota stylizującego się na pisarza, E.T.A. Hoffmann kontynuuje tradycję poezji zwierzęcej. Zalicza się tu motywy zwierząt mówiących i postępujących jak ludzie, podobnie jak ma to miejsce w bajkach u Ezopa czy Lafontaine’a i w niektórych tekstach średniowiecznych. Sam Mruczysław określa figurę bajkową „Kota w butach” jako swojego przodka. Bajka znana jest poprzez sztukę teatralną o tej samej nazwie autorstwa Ludwika Tiecka (1797), jak i wydanej w roku 1812 książki Kot w butach braci Grimm. Motyw mówiącego kota był kontynuowany również przez Gottfrieda Kellera w dziele pt. Kotek Lusterko (niem. Spiegel, das Kätzchen) oraz przez Waltera Moersa w Kocie alchemika (niem. Der Schrecksenmeister).
Kot Mruczysław miał również swój fizyczny odpowiednik. Hoffmann opiekował się kotem o imieniu Mruczysław, który zdechł 30 grudnia 1820 roku, tuż po ukończeniu drugiego tomu. Hoffmann dał wyraz swojemu smutkowi w notatkach i nekrologu.

### Kapelmistrz Jan Kreisler

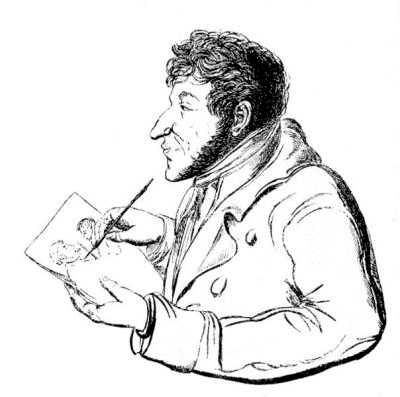
Autokarykatura E.T.A. Hoffmanna

Nazwisko to było początkowo używane przez Hoffmana jako pseudonim. Tak podpisywał muzyczne recenzje w gazecie „Leipziger Allgemeinen Zeitung”, z którą był związany od 1809 roku. Czytelnikom Hoffmana postać kapelmistrza Jana Kreislera była znana z opowiadania Kreisleriana, wydanego w zbiorze Obrazki fantastyczne w stylu Callota”. Sławny stał się jednak dopiero wraz z kotem Mruczysławem.
Hoffmannowski Kreisler stał się inspiracją dla cyklu 8 utworów fortepianowych Roberta Schumanna Kreisleriana z 1838 roku, które zalicza się do klasyki. Oddają one w aforystycznym stylu zachowanie osobnika stworzonego przez Hoffmanna.
Także 20-letni Johannes Brahms stworzył utwór w stylu bazującym na hoffmannowskiej fikcyjnej figurze o tytule Kreisler jun.

### Wydawca E.T.A. Hoffmann
Powieść zaczyna się fikcją wydawniczą, która jako jedna z form romantycznych jest ciągle podchwytywana i rozszerzana. Literacka technika, w myśl której autor podaje się tylko za wydawcę, była znana wcześniej, rzadko jednak stosowana. Przykładami są tu praktyki Laurence Sterne’a w Podróży sentymentalnej (ang. A Sentimental Journey) lub w dziele Clemensa Brentano zatytułowanym Godwi.
Niektórzy krytycy brali niektórych ówczesnych fikcyjnych edytorów tekstów za autorów, jak to miało miejsce w przypadku Wielanda uznanego za twórcę książki Geschichte des Fräuleins von Sternheim czy też Schlegela łączonego z dziełem Florentin, podczas gdy prawdziwi autorzy tych utworów to kolejno Sophie von La Roche i Dorothea Veit. Fikcja wydawnicza w przypadku Kota Mruczysława cechuje się jednak całkowitym brakiem wiarygodności. Obok faktu, że autor przedstawia się jako zwierzę, tekst jest pełen wydrukowanych rzekomo przez pomyłkę fragmentów znieważających czytelnika.

## Gatunek

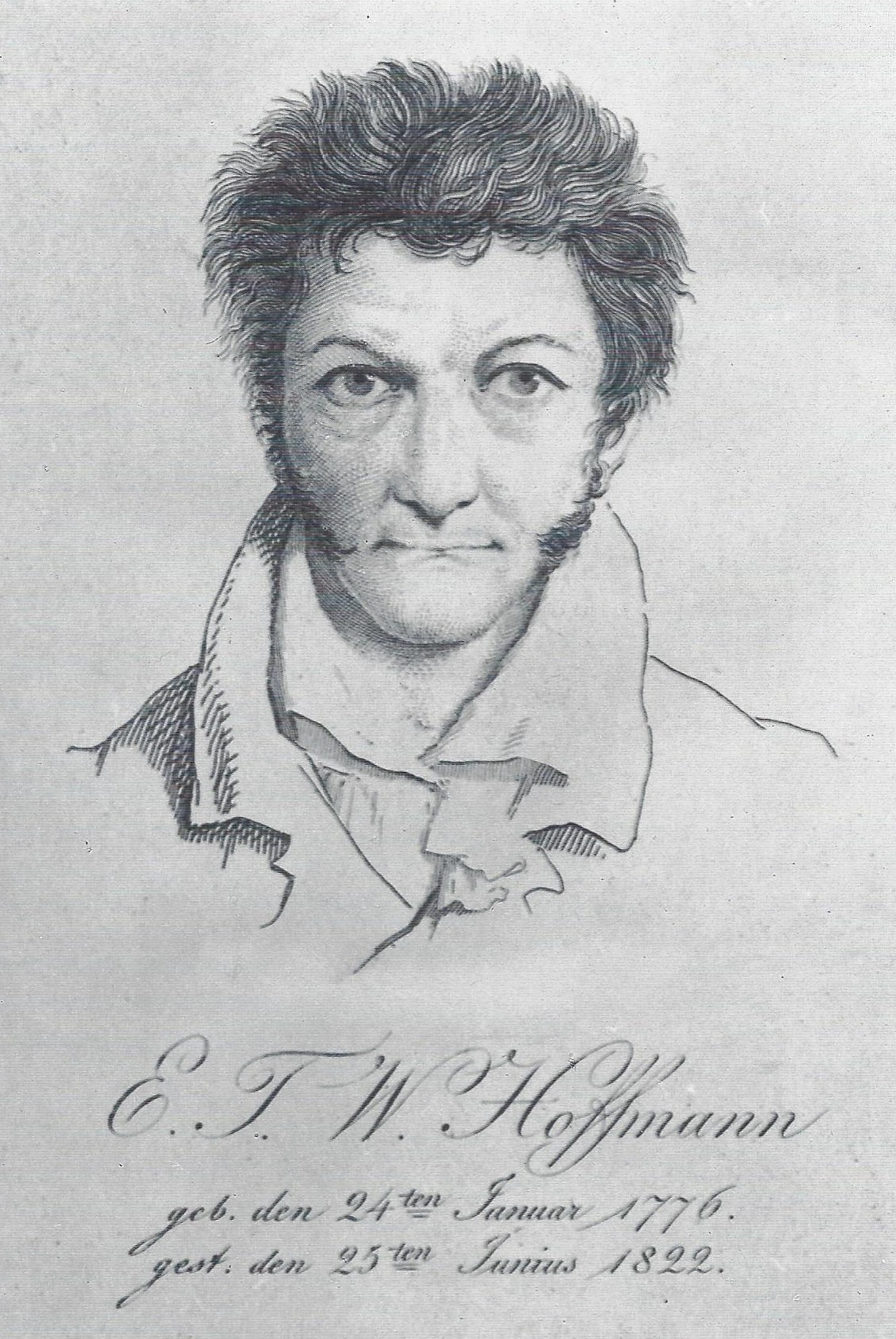
Autoportret E.T.A. Hoffmann

Kota Mruczysława poglądy na życie łączą się z tradycją powieści humorystycznych. Książka nacechowana jest więc takimi elementami jak ironia, satyra, czy parodia.

### Satyra
Przeważa ona w książce, pełnej odniesień do przemysłu związanego ze sztuką, do nauki, do społeczeństwa mieszczańskiego aż po bieżącą politykę. Już w słowie wstępnym Hoffmann podaje się za wydawcę, który poznał osobiście Kota Mruczysława i znalazł w nim „mężczyznę” o łagodnym i miłym usposobieniu. Już tutaj – gdzie następuje słowo wstępne kota, po którym pisze wydawca – Hoffmann stwarza sytuację satyryczną: Mało, że przedłożone są zapiski kota, które znajdują wydawcę, to sam kot jest określany jako „mężczyzna o łagodnym i miłym usposobieniu”.

### Ironia
We fragmentach tekstu można znaleźć też ataki na społeczeństwo, skierowane są one jednak bardziej przeciw szlacheckiemu usposobieniu, a więc także przeciw obyczajom panującym na dworze księcia Irenäusa. Szczególnie te elementy są ironiczne. Kreisler, który cierpi z powodu profanacji świata mieszczańskiego, określanego mianem Filistynów, musi posługiwać się tą formą z powodu różnicy poziomów między rzeczywistością a ideałem sztuki.
Chociaż Kota Mruczysława poglądy na życie ujrzały światło dzienne dopiero w 20 latach XIX wieku, powieść jest związana z tradycją wczesnego romantyzmu, z którą Hoffmann miał kontakt, i może być interpretowana za pomocą teorii Schlegela (Universalpoesie), gdzie kategoria ironii gra decydującą rolę.

### Parodia
Cała książka jest parodią różnych rodzajów powieści (np. powieści artystycznej), obejmuje ona również niektóre części powieści społecznej. Inne badania wykazują, że przynajmniej biografia Kota Mruczysława jest kpiną z mieszczańskiej idei kształcenia i myśli geniuszu klasyki. Powieść artystyczna kapelmistrza jednak nie zyskuje i nie jest w żadnym wypadku w stanie rozwinąć atmosfery powagi.

## Cytaty i ich funkcje
Budową dzieło Hoffmanna przypomina książkę Goethego Lata nauki Wilhelma Meistra, ale też utwór Leben und Meinungen des Herrn Magisters Sebaldus Nothanker Friedricha Nicolai. Powieść zawiera liczne literackie aluzje, gdyż zarówno Kot Mruczysław, jak i Kreisler stylizują się w swoich zapiskach na osoby nad wyraz wykształcone. W badaniach zaleca się traktowanie i ocenę cytatów filozoficznych i literackich tak samo, gdyż pochodzą one nie od figur literackich, tylko od samego Hoffmanna, któremu oczywiście należy przypisać owo szczególne wykształcenie. Wskazane jest jednak, aby nie uwzględniać szczegółowej charakterystyki postaci. Chodzi tu szczególnie o ironiczną stylizację kota, cechującego się próżnością i marzycielstwem, który wprawdzie zna cytaty poetów, ale używa ich w takim kontekście i w tak niezręczny sposób, że odsłania swoje negatywne strony. Właśnie intencją Hoffmanna jest przekaz o treści, że przesadny i fałszywy entuzjazm od razu artystą nie czyni. Jest to jeden z tematów, który został opracowany w książce Piaskun z 1816 roku.

## Wydania
- E.T.A. Hoffmann, Poetische Werke; hg. v. Walter de Gruyter, Band 9: Lebensansichten des Katers Murr nebst fragmentarischer Biographie des Kapellmeisters Johannes Kreisler in zufälligen Makulaturblättern, Berlin, 1960.
- E.T.A. Hoffmann, Sämtliche poetischen Werke; hg. v. Hannsludwig Geiger, Bd. 3: Kater Murr, 1963.
- Hoffmanns Werke in drei Bänden, hg. v. Gerhard Schneider, Bd. 3: Lebensansichten des Katers Murr; Berlin u. Weimar (Aufbau) 1982 (hiernach zitiert).
- E.T.A. Hoffmann, Sämtliche Werke, 6 Bde., Bd. 5: Lebensansichten des Katers Murr. Werke 1820-1821; Frankfurt am Main (Dt. Klassiker) 1992 (ISBN 3-618-60895-0).
- E. T. A. Hoffmann, Lebensansichten des Katers Murr nebst fragmentarischer Biographie des Kapellmeisters Johannes Kreisler in zufälligen Makulaturblättern. Mit 103 Zeichnungen von Josef Hegenbarth. Eugen Diederichs Verlag Düsseldorf-Köln 1968.